# Trimerococcus icosianus
Trimerococcus icosianus är en insektsart som beskrevs av Alfred Serge Balachowsky 1952. Trimerococcus icosianus ingår i släktet Trimerococcus och familjen ullsköldlöss.
Artens utbredningsområde är Algeriet. Inga underarter finns listade i Catalogue of Life.